# Andradit
Andradit je otočni silikat iz skupine granatov s kemično formulo Ca3Fe2[SiO4]3. Običajno vsebuje tudi manjše količine aluminija, mangana in magnezija.
Andradit ima tri podvrste: 
- Melanit je črn, poznan je tudi kot titanov andradit.[5]
- Demantoid je živo zelen in je eden od najredkejših in med gemologi najbolj cenjenih draguljev.
- Topazolit je rumeno zelen, včasih dovolj velik za brušenje za nakit.

Prvič je bil opisan leta 1868 v Drammenu na Norveškem. Ime je dobil po brazilskem mineralogu Joséju Bonifáciju de Andradi (1763-1838).
Andradit tako kot drugi granati kristalizira v kubičnem kristalnem sistemu, prostorska skupina Ia3d z mrežnim parametrom a = 12,051 Å pri 100 K.
Spinska struktura andradita ima pod Néelovo temperaturo (TN=11 K) dve ekvivalentni antiferomagnetni podmreži.

## Nahajališča
Pojavlja se v skarnih, ki so se razvili na stiku med metamorfiranimi nečistimi apnenci in serpentiniti ter v alkalnih vulkanskih kamninah. Najpogostejši spremljajoči minerali so vezuvianit, klorit, epidot, spinel, kalcit, dolomit in magnetit. Njegova največja nahajališča so na Elbi (Italija) in Uralu (Ruska federacija), v Arizoni in Kaliforniji (ZDA) ter Djepropetrovski oblasti (Ukrajina).